# 帕頓海崖
75°13′S 133°40′W / 75.217°S 133.667°W
帕頓海崖（英語：Patton Bluff）是南極洲的海崖，位於瑪麗伯德地的貝里冰川東岸，處於涉谷峰和科爾曼冰原島峰之間，美國地質調查局根據測量和該國海軍的空中照片繪入地圖，現時由南極條約體系管理。